# ساولو بيريرا دي كارفاليو
ساولو بيريرا دي كارفاليو هو لاعب كرة قدم برازيلي في مركز الوسط، ولد في 29 يوليو 1971 في البرازيل. لعب مع نادي ال كي اس ودز.